# Corts de Montsó (1537)
Les Corts de Montsó de 1537 van ser presidides pel rei Carles I. Era President de la Generalitat Joan Pasqual. Varen ser convocades el 16 de juny.
Són les terceres corts de Carles I i s'aborden sota el mateix motiu principal: el cost molt alt de les hostilitats amb França i de la defensa de les agressions turques al mediterrani.
El manteniment de la seguretat marítima obligava a un treball constant de les drassanes catalanes amb la consegüent desforestació dels boscos del principat. Igual que va passar a les corts anteriors, els diputats es queixaren d'aquest fet.
En l'ordre polític, torna aparèixer el conflicte de competències. En aquest cas és contra l'Audiència que al fer processos de regalia per condemnar bandolers, impedia que aquestos fossin jutjats d'altres delictes comessos contra la Generalitat, perdent, de facto, l'autoritat i el respecte.